# Cibule (orgán)

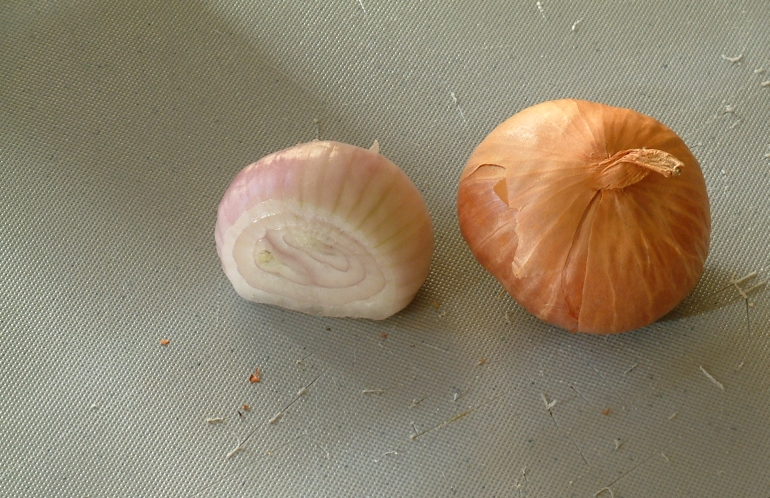
Příklad cibule

Cibule obecně je zásobní orgán některých jednoděložných rostlin. Jedná se zpravidla o podzemní orgán, ale někdy může částečně přesahovat nad zemský povrch. Cibule vznikla přeměnou dolní části stonku a přeměnou listů či jejich bází. Cibulí je více typů, některé jsou jednoduché, jiné složené (např. česnek kuchyňský) a většina je středově i osově souměrná.

## Význam pro rostlinu
Cibule slouží jako zásobní orgán. Ukládají se zde živiny během období, kdy rostlina fotosyntetizuje. Pokud přijde nepříznivé období, např. zima či sucho, listy rostliny odumřou a rostlina přečká nepříznivé období v klidovém stavu. V této rostlině se také uchovává fructan, tj. ojedinělý plyn, který se nachází v především cibuli a česneku. Na jaře či v období dešťů pak nashromážděné živiny dotují rostlinu zvláště v začátcích vegetační sezóny.

## Význam pro člověka
Některé cibule jsou jedlé a používají se jako zelenina (tzv. cibulová zelenina), např. cibule kuchyňská nebo česnek kuchyňský. Většina rostlin s cibulemi je však pro člověka jedovatá.

## Příklady
Cibule mají některé rostliny patřící do čeledi liliovité v širším pojetí (Liliaceae s.l.).
- hyacintovité: snědek, ladoňka, puškinie, hyacint, modřenec.
- česnekovité: česnek.
- amarylkovité: sněženka, bledule, narcis.
- liliovité v užším pojetí: křivatec, kandík, tulipán, řebčík, lilie.